# University of Baltimore
De Universiteit van Baltimore (ook vaak gewoon UB, UBalt) is een openbare onderzoeksuniversiteit, gevestigd in Baltimore, Maryland. 
De ligging van de Universiteit van Baltimore heeft geleid tot sterke onderzoeksbanden, vooral met de federale regering.
De universiteit heeft onlangs ook 45 miljoen dollar aan private donaties opgehaald in de "Campaign for the University of Baltimore" campagne.

## Regionale campussen
- Universities at Shady Grove

## Bekende studenten en medewerkers
- Spiro Agnew, politicus
- Taylor Branch, geschiedschrijver
- J. Joseph Curran, politicus
- Jeffrey Kluger, journalist